# N-甲基己胺
N-甲基己胺是一种有机化合物，化学式为C7H17N。它可由甲胺、次氯酸钠和二甲基正己基硼（或三己基硼）反应制得。它和亚硝酸钠在甲磺酸-氧化铝催化下反应，可以得到N-亚硝基-N-甲基己胺。它和溴化氰反应，可以得到N-氰基-N-甲基己胺。